# Aventinen

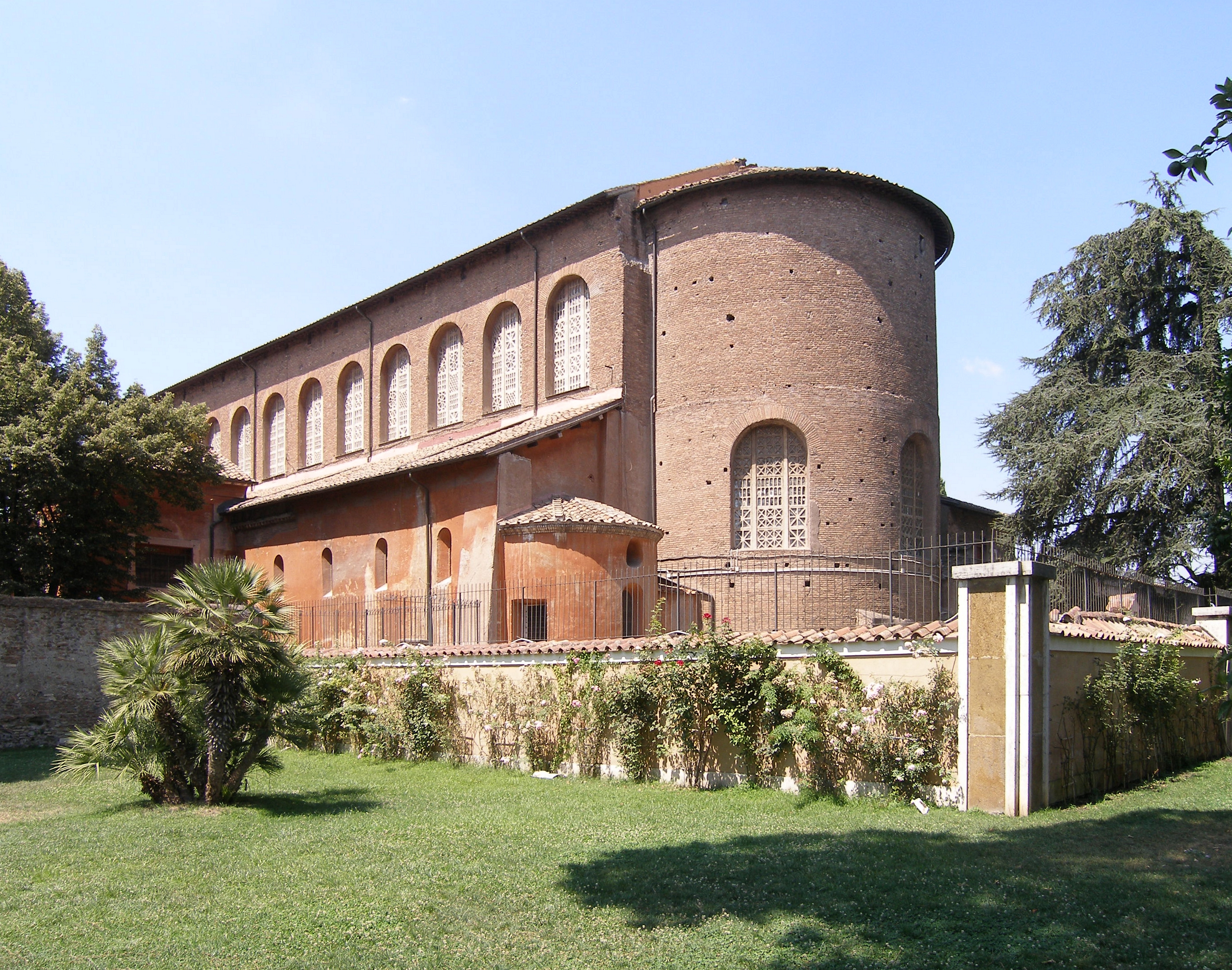
Den fornkristna basilikan Santa Sabina.

Schematisk karta över Roms sju kullar.

Aventinen (latin: Mons Aventinus, italienska: Aventino) är en av Roms sju kullar, belägen sydväst om Palatinen vid Tibern. Den har två krön, Aventinen och den så kallade Lilla Aventinen (italienska: Piccolo Aventino). 

## Bakgrund
Aventinen skall ha grundlagts av kung Ancus Marcius på 600-talet f.Kr. Under den romerska republiken var kullen en folklig stadsdel, bebodd av plebejer, men kom senare att bli ett exklusivt bostadskvarter med stora villor, tempel och luxuösa badinrättningar. På Aventinen firades bland annat extatiska fester till Bacchi ära, så kallade backanaler. Bland byggnader under antiken fanns bland annat Dianas tempel, det romersk-latinska förbundets sakrala medelpunkt som ända fram till 49 e.Kr. låg utanför Roms stadsgräns, samt Juno Reginas och Jupiter Libertas tempel.
Under medeltiden avfolkades Aventinen, och den har fram till idag dominerats av kloster och trädgårdar. 
Till Aventinens mer kända byggnader räknas de fornkristna kyrkorna Santa Sabina, Santi Bonifacio e Alessio, Santa Prisca och den moderna Sant'Anselmo. Därtill bör nämnas Malteserordens säte och dess kyrka Santa Maria del Priorato. På Lilla Aventinen ligger bland annat kyrkorna San Saba och Santa Balbina. 
Bland Aventinens antika lämningar kan nämnas Dianas tempel samt fragment av den serviska stadsmuren.